# 熊口管理区
熊口管理区是中国湖北省潜江市下辖的一个类似乡级单位。

## 行政区划
熊口管理区下辖场直社区、东大生活区、马长生活区、官庄生活区、八大垸生活区、西湾湖生活区、荻湖生活区。